# Föllinge
Föllinge ist ein Ort (Tätort) in der schwedischen Provinz Jämtlands län und der historischen Provinz Jämtland.
Der Ort liegt in der Gemeinde Krokom, etwa 65 Kilometer nordwestlich von Östersund und gehört zum Socken Föllinge. Dieser war zwischen 1863 und 1973 eine eigenständige Gemeinde. Föllinge liegt an einem See, dem Föllingesjön. In dem Ort kreuzen sich zwei Länsvägar, der Krokom und Strömsund verbindende Länsväg 339 sowie der Länsväg 344, der unter anderem an Hammerdal und Överammer vorbeiführt.
Föllinge ist Namensgeber der Föllingekost, einer in den 1960er Jahren aufgekommenen vegetarischen Ernährungsweise.

## Söhne und Töchter des Ortes
- Göthe Grefbo (1921–1991), schwedischer Schauspieler
- Carl-Erik Asplund (1923–2024), schwedischer Eisschnellläufer
- Ulf Trotzig (1925–2013), schwedischer Maler
- Roland Grip (1941–2024), schwedischer Fußballnationalspieler
- Alf Gunnmo (* 1942), schwedischer Hochschulrektor